# Alfred Hugenberg
Alfred Wilhelm Franz Maria Hugenberg (19. juni 1865 – 12. marts 1951) var en tysk forretningsmand og politiker. Han var medlem af Adolf Hitlers første regering i 1933.
Alfred Hugenberg blev født i Kükenbruch nær Hameln. Han var søn af Karl Hugenberg. Alfred Hugenberg studerede jura ved forskellige tyske universiteter som Heidelberg og Berlin. Hugenberg nåede i sin karriere mange høje stillinger i erhvervslivet og stålindustrien, og i 1916 begyndte han at bygge Hugenberg Group, som var en mediekoncern, der kontrollerede forlag, aviser, reklamer, agenturer osv. Hugenbergs gruppe blev hurtigt en vigtig del af det tyske erhvervsliv, og fra 1920 begyndte han at engagere sig i politik for det tysk nationale konservative parti Deutschnationale Volkspartei,(DNVP). Hugenberg brugte dets aviser som et politisk redskab.
Hugenberg kontrollerede også i en længere periode det tyske filmselskab UFA.
I 1900 giftede han sig med Gertrud Adickes.